# Colonnes de Nuits
Les colonnes de Nuits est un monument situé à Nuits, dans le département de l'Yonne, en France et constitué de deux colonnes monumentales annelées.

## Historique
L'édifice est inscrit au titre des monuments historiques en 1969.